# يوهان ویدربرج
يوهان ویدربرج (بالسويدية: Johan Widerberg)‏ هو ممثل سويدي، ولد في 16 مارس 1974 بستوكهولم في السويد.

## أعماله
- كل الأشياء عادلة - بدور الطالب ستيغ.

## وصلات خارجية
- يوهان ویدربرج على موقع IMDb (الإنجليزية)
- يوهان ویدربرج على موقع ميتاكريتيك (الإنجليزية)
- يوهان ویدربرج على موقع روتن توميتوز (الإنجليزية)
- يوهان ویدربرج على موقع ألو سيني (الفرنسية)
- يوهان ویدربرج على موقع تيرنر كلاسيك موفيز (الإنجليزية)
- يوهان ویدربرج على موقع أول موفي (الإنجليزية)
- يوهان ویدربرج على موقع قاعدة بيانات الأفلام السويدية (السويدية)
- يوهان ویدربرج على موقع قاعدة بيانات الفيلم (الإنجليزية)